# Punghina, Mehedinți
Punghina este satul de reședință al comunei cu același nume din județul Mehedinți, Oltenia, România. Se află în partea de sud a județului, în Câmpia Blahniței.